# Berlin (komiks Marvano)
Berlin – seria komiksowa autorstwa belgijskiego rysownika i scenarzysty Marvano, opowiadająca o losach osób związanych z Berlinem w okresie II wojny światowej i powojennym. Ukazała w oryginale po francusku się w trzech tomach w latach 1994–2008 nakładem wydawnictwa Dargaud. W Polsce została wydana w 2009 roku w zbiorczym tomie przez Egmont Polska w kolekcji Wiek XX / XXI wiek.

## Fabuła
Część pierwsza opowiada o losach załogi bombowca, dokonującego nalotów na niemieckie miasta u schyłku wojny. Część druga prezentuje losy jedynego ocalałego członka załogi w okresie kryzysu Berlińskiego w czasie ekspansji ZSRR i uzależnienia sowieckiej strefy okupacyjnej od władzy komunistycznej, który wplątuje się w aferę związaną z projektami nazistowskiej Wunderwaffe. Trzecia część to perypetie jednego z potomków bohatera, który na przełomie wieków próbuje rozwikłać zagadkę tajemniczego „Rosyjskiego księcia”. 
Bohaterem zbiorowym komiksu są ofiary wojny – zarówno działań nazistów jak i wojsk alianckich. Z dużym obiektywizmem, lecz nie powstrzymując się od oceny moralnej wydarzeń, Marvano prezentuje obie strony konfliktu, ocenia ostro hitleryzm, stalinizm i mocarstwową politykę amerykańską.

## Tomy
| Tom | Tytuł i rok wydania polskiego | Tytuł i rok wydania oryginalnego | Uwagi                                                      |
| --- | ----------------------------- | -------------------------------- | ---------------------------------------------------------- |
| 1   | Siedmiu krasnoludków (2009)   | Les Sept Nains (1994)            | Po polsku komiks ukazał się w 2009 roku w zbiorczym tomie. |
| 2   | Sprytny Reinhard (2009)       | Reinhard le goupil (2007)        | Po polsku komiks ukazał się w 2009 roku w zbiorczym tomie. |
| 3   | Dwoje dzieci króla (2009)     | Deux enfants de roi (2008)       | Po polsku komiks ukazał się w 2009 roku w zbiorczym tomie. |